# Alfredo Nobre da Costa
Alfredo Jorge Nobre da Costa (10. září 1923 – 4. ledna 1996) byl portugalský politik. Roku 1978 byl 86 dní premiérem Portugalska. Byl nestraníkem. Po pádu první vlády Mário Soarese byl pověřen prezidentem António Ramalho Eanesem sestavením kabinetu, který by dovedl zemi ke konci regulérního volebního období. Nobre de Costa skutečně sestavil vládu z nestraníků, ovšem velmi brzy ztratil důvěru parlamentu a musel rezignovat. Na jeho místo poté nastoupil Carlos Mota Pinto.